# Pastores de la estepa occidental

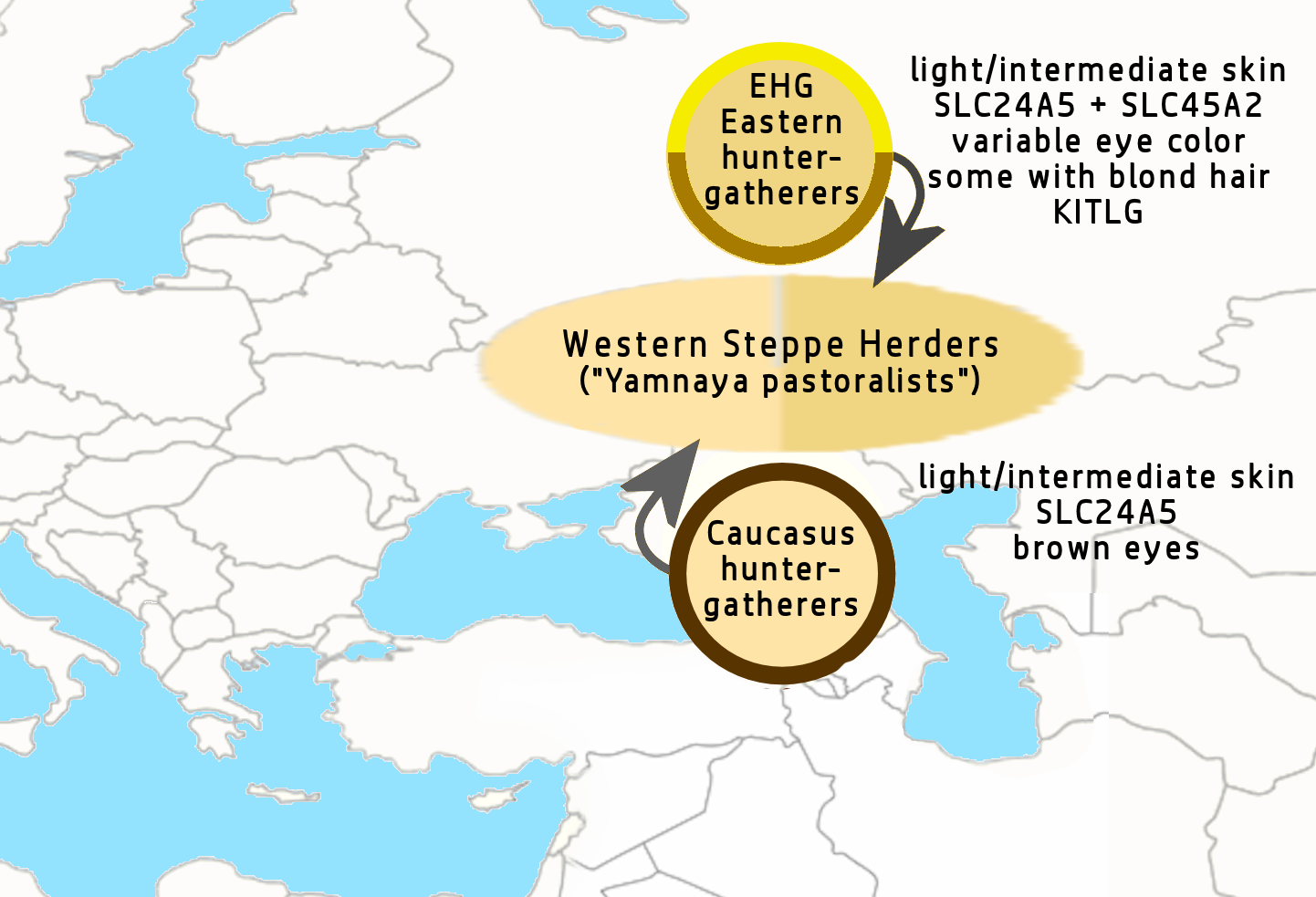
Principales ancestrías genéticas de los pastores de la estepa occidental (pastores Yamnaya): una confluencia de cazadores-recolectores orientales (EHG) y cazadores-recolectores del Cáucaso (CHG).

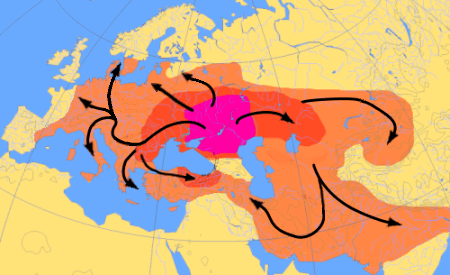
Esquema de las migraciones indoeuropeas de c. 4000 a 1000 a.C. según la ampliamente aceptada hipótesis Kurgan. Se considera que estas migraciones expandieron la ascendencia WSH y las lenguas indoeuropeas a grandes áreas de Eurasia.

En arqueogenética, el término pastores de la estepa occidental (WSH: inglés: Western Steppe Herders) o pastores esteparios occidentales, se refiere a un componente ancestral específico identificado por primera vez en individuos de la estepa calcolítica alrededor del cambio del V milenio a. C., que posteriormente se detectó en varias poblaciones antiguas genéticamente similares o directamente relacionadas, incluidas las culturas de Khvalynsk, Repin, Sredny Stog y Yamna, y que se encuentra en niveles significativos en poblaciones contemporáneas de Europa, Asia Central, Asia del Sur y Asia Occidental. Esta ascendencia a menudo se denomina ascendencia yamnaya (o ascendencia relacionada con la cultura Yamna) y también ascendencia esteparia (o ascendencia relacionada con la estepa).
Se considera que los pastores esteparios occidentales descienden de una fusión entre cazadores-recolectores orientales (EHG) y cazadores-recolectores del Cáucaso (CHG). El componente WSH se modela como una mezcla de componentes ancestrales EHG y CHG en proporciones aproximadamente iguales, con la mayoría de la contribución del haplogrupo del ADN del cromosoma Y proveniente de los hombres EHG. Los haplogrupos de ADN del cromosoma Y de los hombres pastores de la estepa occidental no son uniformes; los individuos de la cultura Yamna pertenecen principalmente al haplogrupo R1b-Z2103, con una minoría de I2a2, mientras que entre los hombres de la cultura de Khvalynsk anterior predominaba el haplogrupo R1b, aunque también estaban presentes los haplogrupos R1a, Q1a, J y I2a2. En la cultura de la cerámica cordada, que es posterior, hay una alta ancestralidad relacionada con los WSH, los individuos masculinos de esta cultura pertenecían principalmente al haplogrupo R1b en las primeras muestras, aunque el haplogrupo R1a-M417 se volvió predominante con el tiempo.
Alrededor del 3.000 a. C., individuos de la cultura Yamna o de un grupo estrechamente relacionado con ellos, con altos niveles de ascendencia WSH y algo de mezcla adicional con agricultores neolíticos, emprendieron una expansión masiva por toda Eurasia occidental y central, que habría llevado a la dispersión de numerosas lenguas indoeuropeas según la mayoría de los lingüistas, arqueólogos y genetistas contemporáneos. La ascendencia WSH de este periodo se conoce a menudo como ascendencia de la Edad de Bronce Temprana y Media de la Estepa (Steppe EMBA).
Esta migración está vinculada al origen tanto de la cultura de la cerámica cordada, cuyos miembros tenían aproximadamente un 75 % de ascendencia WSH, como de la cultura del vaso campaniforme ("grupo oriental"), cuyos miembros tenían alrededor de un 50 % de ascendencia WSH, aunque las relaciones exactas entre estos grupos siguen siendo inciertas.
La expansión de los WSH resultó en la disminución notoria del ADN-Y de los primeros agricultores europeos (EEF) del acervo genético europeo (en algunas regiones como Gran Bretaña la disminución supuso la substitución casi completa), alterando significativamente el paisaje cultural y genético de Europa. Durante la Edad de Bronce, los individuos de la cultura de la cerámica cordada que tenían una mezcla significativa procedente de Europa Central regresaron a la estepa, formando la cultura Sintashta y un tipo de ascendencia WSH a menudo referido como "ancestralidad de la Edad de Bronce Media a Tardía de la Estepa" (inglés, Steppe MLBA) o "ancestralidad relacionada con la cultura de Sintashta".
La población moderna de Europa puede modelizarse en gran medida asumiendo que se trata de una mezcla de WHG (cazadores-recolectores occidentales), EEF y WSH. Según un estudio de 2024, la ancestralidad WSH alcanza su punto máximo en Irlanda, Islandia, Noruega y Suecia. En Asia meridional, alcanza su punto máximo entre los brahmanes, bhumihar, ror, jat y los kalash. Los yaghnobis modernos, un pueblo iranio oriental, y en menor medida los tayikos modernos, muestran continuidad genética con los indo-iranios de la Edad de Hierro en Asia Central y pueden usarse como referencia para el origen de la "ascendencia esteparia" entre muchos grupos de Asia Central y el Medio Oriente.

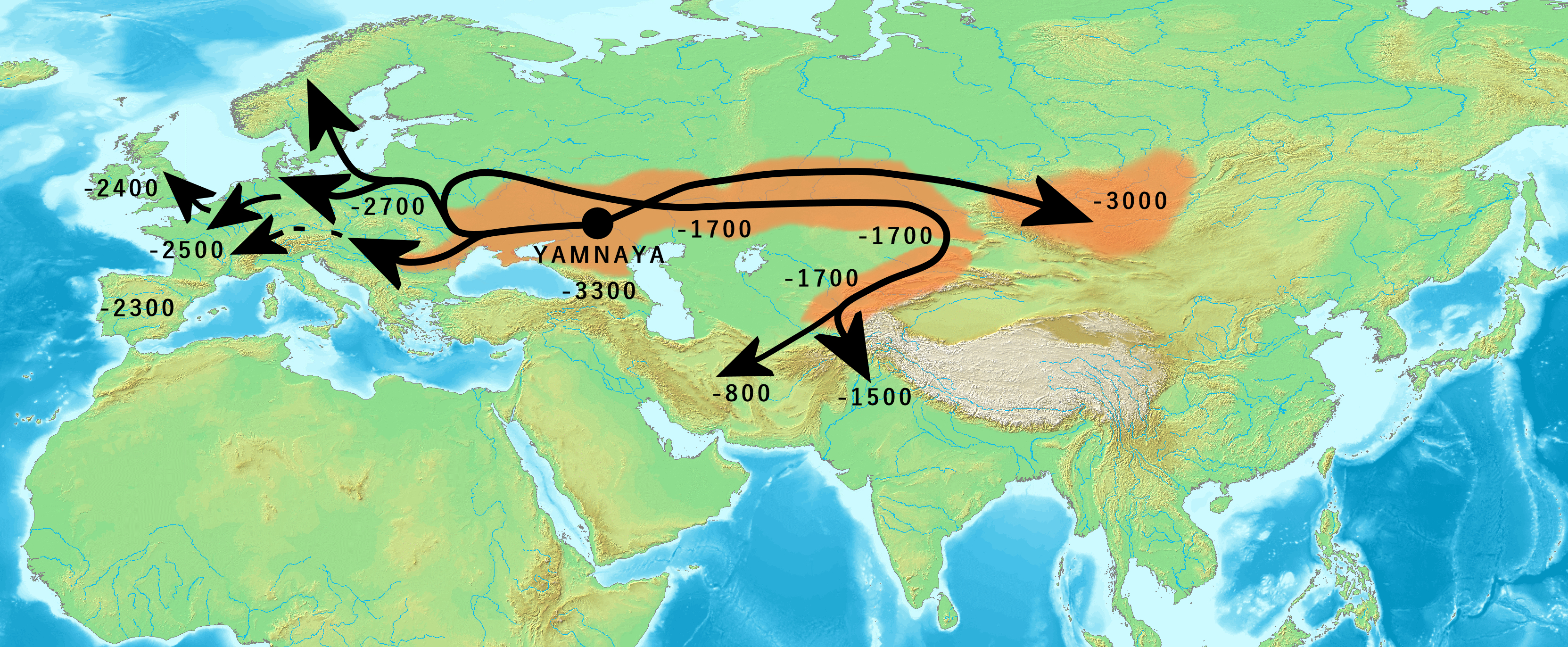
Migración de los pueblos relacionados con Yamnaya, según Anthony (2007), (2017); Narasimhan et al. (2019); Nordqvist & Heyd (2020):
- 3000 a.C.: Primera migración hacia el este que inicia la cultura Afanasievo, posiblemente proto-tochario.
- 2900 a.C.: Migraciones hacia el noroeste que llevan la cultura de la cerámica cordada, transformándose en cultura del vaso campaniforme; según Anthony, una migración hacia el oeste, al oeste de los Cárpatos hacia Hungría, como Yamnaya, transformándose en cultura del vaso campaniforme, posiblemente ancestral de los Italo-Celtas (disputado).
- 2700 a.C.: Segunda migración hacia el este, comenzando al este de las montañas de los Cárpatos como cerámica cordada, transformándose en Fatyanovo-Balanova; (2800 a.C.) -> Abashevo; (2200 a. C.) -> Sintashta; (2100-1900 a. C.) -> Andronovo; (1900-1700 a. C.) -> indoarios.

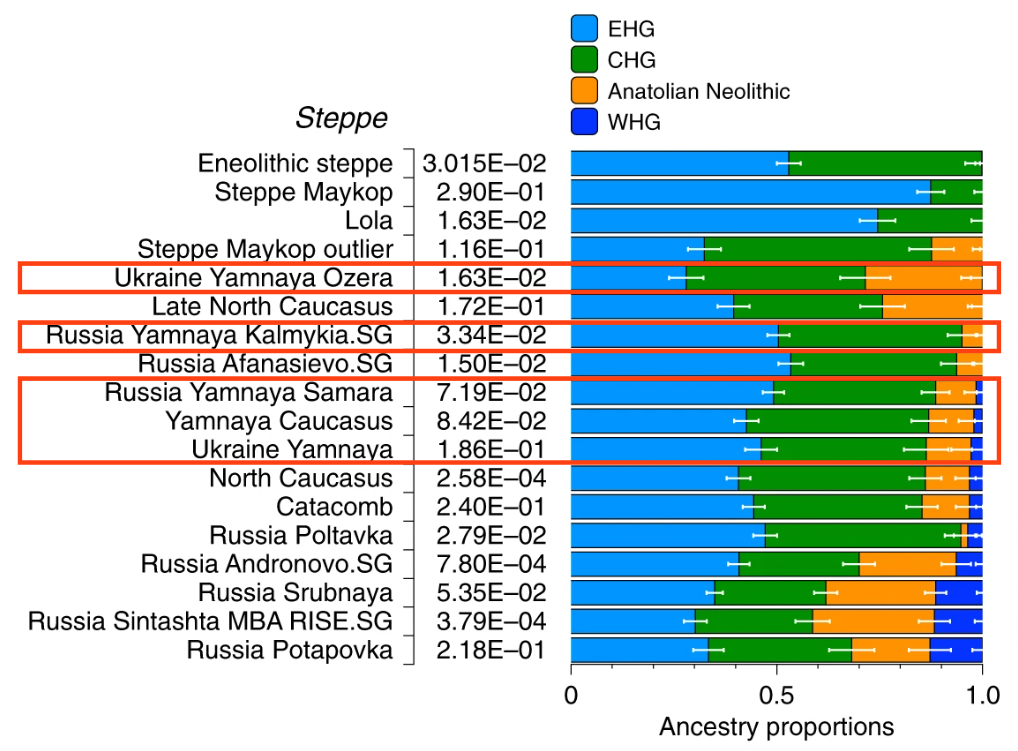
Proporciones de mezcla de las poblaciones Yamnaya. Combinaban ancestrías de cazadores-recolectores orientales (EHG), cazadores-recolectores del Cáucaso (CHG), neolítico de Anatolia y cazadores-recolectores occidentales (WHG).

- 3000 a.C.: Primera migración hacia el este que inicia la cultura Afanasievo, posiblemente proto-tochario.
- 2900 a.C.: Migraciones hacia el noroeste que llevan la cultura de la cerámica cordada, transformándose en cultura del vaso campaniforme; según Anthony, una migración hacia el oeste, al oeste de los Cárpatos hacia Hungría, como Yamnaya, transformándose en cultura del vaso campaniforme, posiblemente ancestral de los Italo-Celtas (disputado).
- 2700 a.C.: Segunda migración hacia el este, comenzando al este de las montañas de los Cárpatos como cerámica cordada, transformándose en Fatyanovo-Balanova; (2800 a.C.) -> Abashevo; (2200 a. C.) -> Sintashta; (2100-1900 a. C.) -> Andronovo; (1900-1700 a. C.) -> indoarios.

## Nomenclatura y definición
La "ancestralidad esteparia" puede clasificarse en al menos tres grupos distintos. En su forma más simple y temprana, puede modelarse como una mezcla de dos componentes ancestrales altamente divergentes: una población relacionada con los cazadores-recolectores orientales (EHG), los habitantes originales de la estepa europea en el Mesolítico, y una población relacionada con los cazadores-recolectores del Cáucaso (CHG) que se expandió hacia el norte desde el Cercano Oriente. Este perfil de ascendencia se conoce como ascendencia de la "estepa eneolítica" o "ancestralidad pre-yamnaya", y está representado por individuos antiguos de los sitios arqueológicos Khvalynsk II y Progress 2. Estos individuos son cronológicamente intermedios entre los EHG y la posterior población yamnaya, y presentan proporciones muy variables de ascendencia CHG.
La población de la cultura Yamna posterior puede modelarse como una mezcla de poblaciones relacionadas con EHG y CHG con una contribución adicional de agricultores anatolios (aprox. 14%) y algo de mezcla con cazadores-recolectores occidentales. Alternativamente, la población yamnaya puede modelarse también como una mezcla de ascendencias EHG, CHG y calcolítica iraní. Este perfil de ancestralidad no se encuentra en las poblaciones de la estepa eneolítica, ni en las poblaciones de la cultura Maykop de la estepa. Además de los individuos de la cultura Yamna, una ancestralidad muy similar también se encuentra en individuos de la cercana cultura Afanasievo cerca de los montes Altai y en la cultura Poltavka de la estepa de la Edad de Bronce media. Este componente genético se asocia a la Edad de Bronce temprana a media procedente de la estepa (Steppe EMBA) o ascendencia relacionada con los yamnayas.
Las expansiones de poblaciones relacionadas con los yamnayas hacia Europa oriental y central resultaron en la formación de poblaciones con mezcla de ancestralidad EMBA de la Estepa y de agricultores europeos tempranos, como los individuos de las antiguas culturas de la cerámica cordada y del vaso campaniforme. En la cultura de la cerámica cordada oriental, el grupo Fatyanovo-Balanovo puede haber sido la fuente de una migración de retorno hacia la estepa y más hacia el este, resultando en la formación de las culturas Srubnaya, Sintashta y Andronovo. El grupo genético representado por individuos antiguos de estas culturas se conoce como ascendencia de la Edad de Bronce media a tardía procedente de la Estepa (Steppe MLBA).

## Orígenes y expansión

### Eneolítico de la estepa
La ubicación exacta de la formación inicial de la ascendencia de la llamada "estepa eneolítica", que puede modelizarse como una mezcla relativamente simple de poblaciones EHG y del Oriente Próximo (relacionadas con los CHG), sigue siendo incierta. La mezcla entre poblaciones con ascendencia de Oriente Próximo y los EHG en la estepa póntico-caspiana había comenzado hacia el quinto milenio a. C., al menos 1000 años antes de la cultura Yamna.
Esta temprana ancestralidad "pre-Yamna" fue detectada por primera vez en individuos eneolíticos en el cementerio de Khvalynsk II y directamente al norte de las montañas del Cáucaso en el sitio arqueológico Progress 2; esta ascendencia también se detecta en individuos de la cultura Maykop de la estepa, aunque con una mezcla adicional similar a la de Siberia y las poblaciones indígenas americanas.
Los individuos de Khvalynsk constituyen una población genéticamente heterogénea, con algunos más similares a los EHG y otros más cercanos a la posterior población de la cultura Yamna. En promedio, estos individuos pueden modelarse como aproximadamente tres cuartas partes EHG y una cuarta parte de ascendencia del Próximo Oriente. Estos tres individuos pertenecen a los haplogrupos del cromosoma Y de tipo R1a (que no se encuentra en tumbas élite de Yamna posteriores), R1b y Q1a, de los cuales los dos primeros se encuentran en las poblaciones EHG precedentes, lo que sugiere una continuidad con la población EHG anterior.
Tres individuos del sitio Progress 2 en las estribaciones al norte del Cáucaso también presentan ancestralidad relacionada con EHG y CHG, y son genéticamente similares a los individuos eneolíticos de Khvalynsk II, pero con niveles más altos de ascendencia relacionada con CHG que son comparables a la posterior población Yamnaya.
El arqueólogo David Anthony especula que la red de apareamiento de Khvalynsk/Progress-2, ubicada entre la región media del Volga y las estribaciones del norte del Cáucaso, constituye un "plausible ancestro genético de Yamnaya".

### Edad de Bronce Temprana a Media de la Estepa

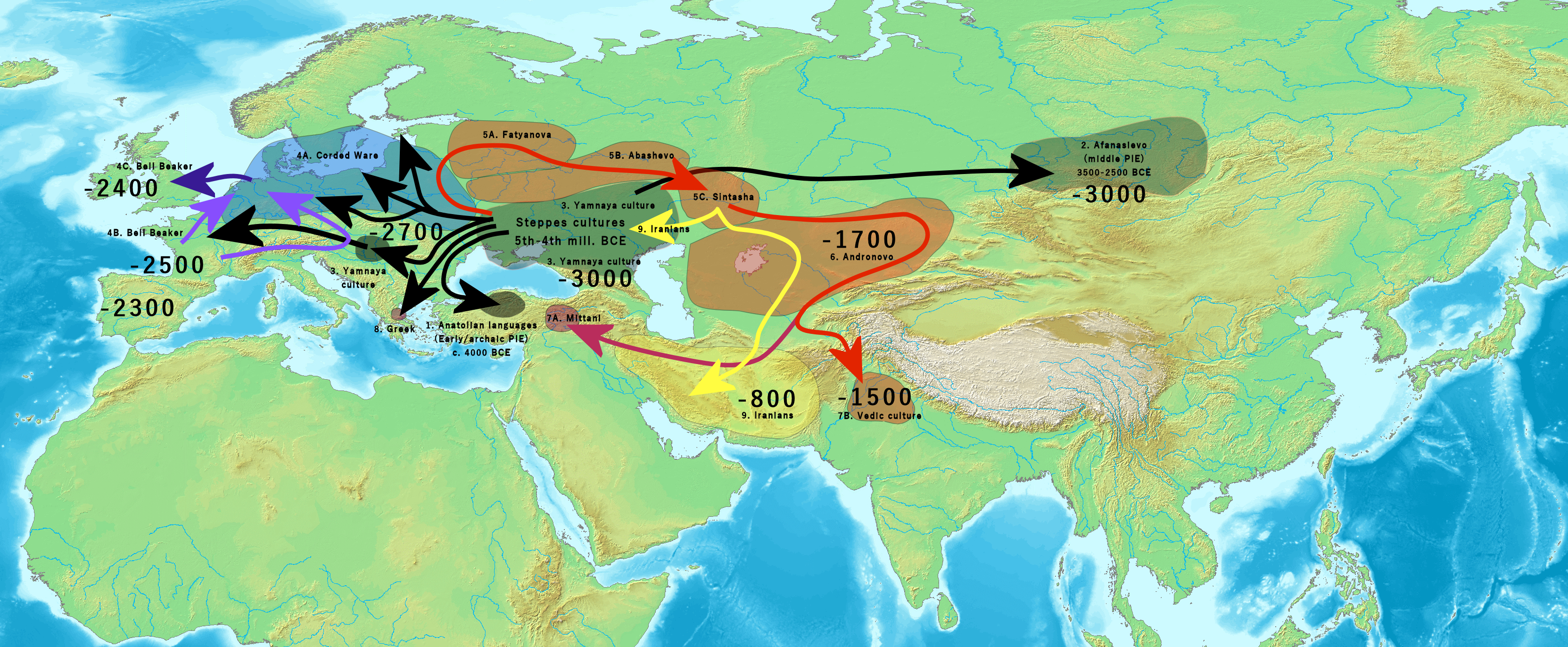
Esquema de las migraciones indoeuropeas desde aproximadamente el 3000 hasta el 800 a. C.

Los primeros individuos yamnaya, la población de Afanásievo y los individuos de las culturas de Poltavka y las catacumbas que siguieron a los yamnaya en la estepa conforman un grupo genéticamente casi indistinguible, portando predominantemente haplogrupos de ADN-Y R1b con una minoría de I2a.
Cuando se publicaron las primeras secuencias genómicas completas de miembros de la cultura Yamna en 2015, se informó que los individuos yamnaya no tenían ascendencia de agricultores anatolios, pero tras estudios más amplios, ahora se acuerda generalmente que los yamnaya tenían aproximadamente un 14 % de ascendencia de agricultores anatolios, junto con un pequeño componente WHG, que no estaba presente en los individuos de la estepa eneolítica anterior.
Las poblaciones reales involucradas en la formación del grupo yamnaya siguen siendo inciertas. Los modelos propuestos han incluido una mezcla de una población EHG/CHG con agricultores europeos hacia el oeste (como los de la cultura de la cerámica globular o una población genéticamente similar), una mezcla bidireccional de EHG con una población calcolítica de Irán, y una mezcla tridireccional de EHG, CHG y poblaciones calcolíticas de Irán.
En Lazaridis et al. (2022) se concluye que la ascendencia yamnaya puede modelarse como una mezcla de una población EHG/CHG aún no muestreada con una segunda fuente procedente del sur del Cáucaso, y rechazan el eneolítico de Khvalynsk como una población fuente para el grupo Yamnaya. El estudio también contradice las sugerencias de que las poblaciones de agricultores europeos de las culturas Cucuteni-Tripillia y de las ánforas globulares contribuyeron a la ascendencia yamnaya, ya que los yamnaya carecen de la ascendencia adicional de cazadores-recolectores encontrada en los agricultores europeos y presentan proporciones iguales de ascendencia anatolia y levantina, a diferencia de los agricultores europeos, quienes tienen una ascendencia predominantemente anatolia.

### Cultura de la cerámica cordada y cultura del vaso campaniforme
La evidencia arqueogenética muestra un cambio de población importante y relativamente repentino en Europa durante el inicio del tercer milenio a. C., lo que resultó en la rápida expansión de la ascendencia esteparia junto con las culturas de la cerámica cordada y del vaso campaniforme.
Se ha demostrado que los individuos de la cerámica cordada son genéticamente distintos de las culturas neolíticas europeas precedentes del norte-centro y noreste de Europa, con alrededor del 75 % de su ascendencia derivada de una población similar a los yamnaya. Los primeros individuos de la cerámica cordada son genéticamente cercanos a los yamnaya. La mezcla con poblaciones neolíticas locales dio lugar a individuos posteriores que son genéticamente intermedios entre los yamnaya y los individuos de la cultura de la cerámica globular. Un estudio de 2021 mostró que los primeros individuos de la cerámica cordada de Bohemia pueden modelarse como una mezcla triple de poblaciones similares a los yamnaya y a los miembros del neolítico europeo, con una contribución adicional de aproximadamente 5 % a 15 % de un grupo de la estepa forestal eneolítica del noreste europeo (como la cultura de la cerámica punteada, el Neolítico Medio de Letonia, el Neolítico de Ucrania o una población genéticamente similar), un grupo al que los autores denominan ascendencia de 'Estepa Forestal'.
En la cultura del vaso campaniforme, se encuentran altas proporciones (aprox. 50 %) de ascendencia relacionada con la estepa en individuos de Alemania, la República Checa y Gran Bretaña. El cambio genético es más sustancial en Gran Bretaña, donde aproximadamente el 90 % del acervo genético fue reemplazado en unos pocos cientos de años. Los primeros individuos del vaso campaniforme de Bohemia que portaban ascendencia esteparia son genéticamente similares a los individuos de la cerámica cordada, lo que sugiere una continuidad entre estos dos grupos. Los individuos posteriores del vaso campaniforme presentan aproximadamente un 20 % adicional de ascendencia del eneolítico medio.

## Análisis
El arqueólogo estadounidense David W. Anthony (2019) resumió los datos genéticos recientes sobre los pastores de la estepa occidental (WSH). Anthony señala que los WSH muestran continuidad genética entre las líneas paternas de la cultura del Dniéper-Donets y la cultura Yamna, ya que se ha encontrado que los hombres de ambas culturas fueron en su mayoría portadores del R1b, y en menor medida, del I2.
Mientras que el ADN mitocondrial de los pueblos del Dniéper-Donets corresponde exclusivamente a tipos del haplogrupo U, asociado con EHG y WHG, el ADN mitocondrial de los yamnaya también incluye tipos frecuentes entre CHG y EEF. Anthony observa que los WSH ya se habían encontrado previamente entre la cultura de Sredny Stog y la cultura de Khvalynsk, que precedieron a la cultura Yamna en la estepa póntico-caspiana. Los indiviuduos de la cultura de Sredny Stog eran principalmente WSH con una ligera mezcla de EEF, mientras que los de la cultura de Khvalynsk, que vivían más al este, eran puramente WSH. Anthony también destaca que, a diferencia de sus predecesores de Khvalynsk, el ADN del cromosoma Y de los yamnaya es exclusivamente de tipo EHG y WHG, lo que sugiere que los clanes líderes de la cultura Yamna eran de origen EHG y WHG.
Dado que se ha encontrado que la pequeña ascendencia EEF de los WSH proviene de Europa Central y que no se detecta ADN-Y procedente de los CHG entre los yamnaya, Anthony considera que es imposible que la cultura Maikop haya contribuido significativamente a la cultura o ascendencia de tipo CHG de los WSH. Anthony sugiere que la mezcla entre EHG y CHG ocurrió primero en la parte oriental de la estepa póntico-caspiana alrededor del 5000 a. C., mientras que la mezcla con EEF ocurrió en las partes del sur de la estepa póntico-caspiana en algún momento posterior.
Dado que el ADN del cromosoma Y de los yamnaya es exclusivamente del tipo EHG y WHG, Anthony observa que la mezcla debió ocurrir entre hombres EHG y WHG, y mujeres procedentes de los CHG y los EEF. Anthony considera esto como evidencia adicional de que las lenguas indoeuropeas fueron inicialmente habladas entre los EHG que vivían en Europa Oriental. Sobre esta base, Anthony concluye que las lenguas indoeuropeas que los WSH introdujeron originalmente fueron el resultado de "un idioma dominante hablado por EHG que absorbió elementos fonológicos, morfológicos y léxicos de tipo caucásico" (hablado por CHG).
Durante el calcolítico y la Edad de Bronce temprana, las culturas de los primeros agricultores europeos (EEF) en Europa fueron desplazadas por migraciones sucesivas de WSH. Estas migraciones llevaron a que las líneas de ADN paterno de los EEF en Europa fueran casi completamente reemplazadas por ADN paterno EHG/WSH (principalmente R1b y R1a). Sin embargo, el ADNmt de los EEF permaneció frecuente, lo que sugiere una mezcla entre hombres WSH y mujeres EEF.

## Estudios sobre los pastores esteparios occidentales
Un resumen de varios estudios genéticos publicados en Nature y Cell durante el año 2015 es dado por (Heyd, 2017):
- El componente de los pastores de la estepa occidental "es menor en el sur de Europa y mayor en el norte de Europa", donde los habitantes tienen aproximadamente un 50 % de ascendencia WSH en promedio. (Haak et al., 2015; Lazaridis et al., 2016)
- Está vinculado a las migraciones de las poblaciones Yamnaya fechadas hacia el 3000 a. C. (Allentoft et al., 2015; Haak et al., 2015);
- La Europa del tercer milenio (y la Europa prehistórica en general) fue "un período altamente dinámico que implicó migraciones y reemplazos de población a gran escala" (Allentoft et al., 2015);
- Las migraciones Yamnaya están vinculadas a la expansión de las lenguas indoeuropeas (Allentoft et al., 2015; Haak et al., 2015);
- La peste (Yersinia pestis) se propagó en Europa durante el tercer milenio a. C. (Rasmussen et al., 2015) y se originó a partir de migraciones desde las estepas euroasiáticas;
- Los pueblos yamnayas tienen la selección genética más alta calculada hasta la fecha para la estatura (Mathieson et al., 2015);

## Fenotipos

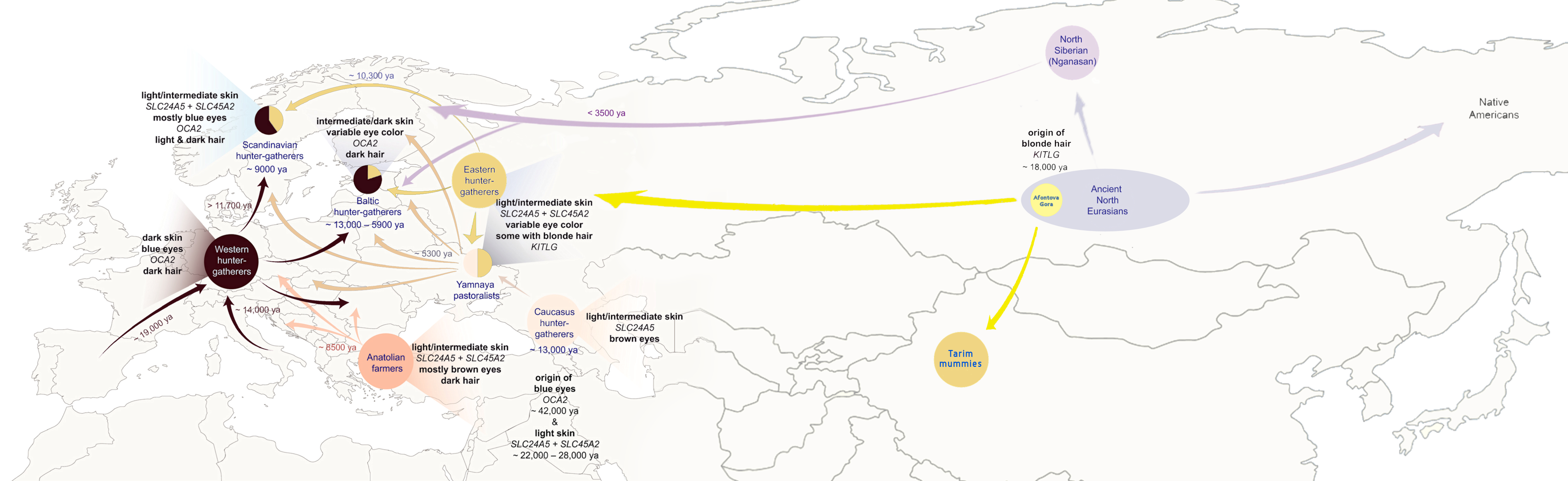
Análisis arqueogenético de la pigmentación de la piel en poblaciones de Europa prehistórica

Se cree que los pastores de la estepa occidental (WSH) tenían piel clara. Se considera que las poblaciones de la estepa de la Edad de Bronce temprana, como los yamnaya, tenían en su mayoría ojos marrones y cabello oscuro, mientras que las personas de la cultura de la cerámica cordada tenían una mayor proporción de ojos azules. Un estudio de 2022 sugirió que el tono de piel de los pueblos WSH era de ojos marrones, cabello marrón y tonalidades de piel intermedias. Los autores señalaron que el fenotipo de “tono intermedio” de piel se encuentra comúnmente en poblaciones mediterráneas actuales, en contraposición a los tonos “pálidos” de los europeos del norte actuales.
El alelo rs12821256 del gen KITLG, que controla el desarrollo de melanocitos y la síntesis de melanina, está asociado con el cabello rubio y se encontró por primera vez en un individuo euroasiático del norte de Siberia, fechado alrededor del 15,000 a. C., y más tarde en tres cazadores-recolectores orientales de Samara, Motala y Ucrania, y en varios individuos posteriores con ascendencia WSH. El genetista David Reich concluye que la migración masiva de los pastores de la estepa occidental probablemente introdujo esta mutación en Europa, lo que explicaría por qué hay cientos de millones de copias de este SNP en los europeos modernos. En 2020, un estudio sugirió que la ascendencia de los pastores de la estepa occidental fue responsable del aclaramiento de la piel y el color del cabello de los europeos modernos, con un efecto dominante en el fenotipo de los europeos del norte, en particular. En general, los habitantes del Arco Sur tenían una pigmentación más oscura en promedio que los del norte (Europa fuera del Arco Sur y la estepa euroasiática). Al examinar los fenotipos de pigmentación compuesta, los investigadores observaron que, aunque la pigmentación promedio diferenciaba entre las poblaciones del Arco Sur y el norte, los fenotipos claros se encontraban en ambas áreas en fechas tempranas similares, creciendo en paralelo en los milenios recientes, lo que hace que la pigmentación clara en Eurasia Occidental sea el resultado de una constante presión selectiva a lo largo del tiempo.
Un estudio de 2015 encontró que los yamnaya tenían la mayor selección genética calculada para la altura de todas las poblaciones antiguas estudiadas. Un estudio de 2024 argumenta que las diferentes cantidades de ascendencia similar a yamnaya o de tipo estepario en los europeos del norte y del sur son responsables de la diferencia de altura. Además, "basado en evidencia osteológica, se considera que los yamnaya eran altos y tenían cráneos dolicocefálicos (la altura promedio de los hombres era de 175.5 cm), mientras que los representantes de la cultura de las catacumbas eran más robustos y tenían cráneos más braquicéfalos".